# Yeşiltepe, Bulancak
Yeşiltepe là một xã thuộc huyện Bulancak, tỉnh Giresun, Thổ Nhĩ Kỳ. Dân số thời điểm năm 2011 là 61 người.